# ウィローブルック/ロサパーク駅
ウィローブルック/ロサパーク駅（Willowbrook/Rosa Parks）は、アメリカ合衆国カリフォルニア州ロサンゼルス郡にあるロサンゼルス郡都市圏交通局A線、ロサンゼルス郡都市圏交通局C線の駅である。

## 利用可能な鉄道路線
ロサンゼルス郡都市圏交通局
■A線
■C線

## 駅構造

### A線
- 島式ホーム1面2線の地上駅

### C線
- 島式ホーム1面2線の高架駅

## 駅周辺
- キングデゥルーメディカルセンター
- キングデゥルーメディカル高等学校
- ケネッフ　ハンプラザ
- バーバムデイ高等学校

## 歴史
- 1990年7月14日 - A線開業
- 1995年8月12日 - C線開業

## 隣の駅
ロサンゼルス郡都市圏交通局
■A線
103rd ストリート駅 - ウィローブルック/ロサパーク駅 - コンプトン駅
■C線
アバロン駅 - ウィローブルック/ロサパーク駅 - ロングビーチ駅